# كريستين وليا بابان

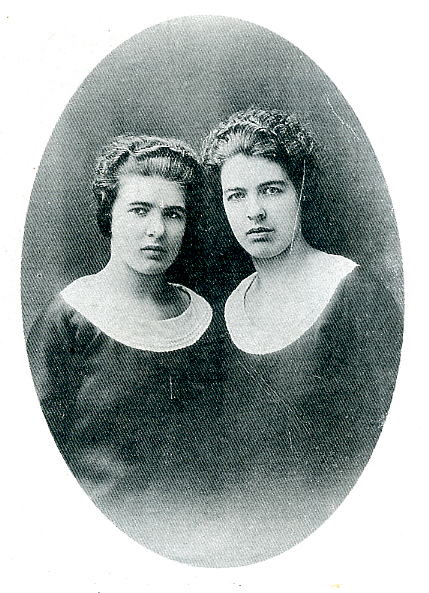
Léa (left) and Christine Papin

كريستين وليا بابان، المعروفين باسم أخت بابين ، هما عاملتان منزليتان ارتكبا جريمة قتل مزدوجة على رؤسائهما في يوم 2 فبراير 1933 في لو مان . هذه المأساة اصبحت " قضية بابان " مع محاكمة الخدم، حيث يطالب البعض بالموت، وينكر البعض الآخر تفرد هذه الجريمة و على العكس من ذلك مجد البعض قيمتها باعتبارها انتهاكًا ويطرح مسألة استغلال الطبقة العاملة، أثار اهتمام فرنسا بأكملها، من الطبقات العاملة إلى الأوساط الأدبية والفكرية. كان لجريمة القتل تأثير كبير على المثقفين الفرنسيين جان جينيه ، وجان بول سارتر ، وسيمون دي بوفوار ، وجاك لاكان ، الذين سعوا لتحليلها ، واعتبرها البعض رمزًا للصراع الطبقي. شكلت القضية أساسًا لعدد من المنشورات والمسرحيات والأفلام ، بالإضافة إلى المقالات والكلمات المنطوقة والأغاني والأعمال الفنية.
ألهمت القضية بعد ذلك العديد من المؤلفين. على الرغم من أنه كان دائمًا ينفي أن يكون مصدر إلهام له ، فقد قدم جان جينيه مسرحية في عام 1947 بعنوان الطيبون ، والتي تم تكييفها للسينما بعد بضع سنوات من قبل نيكوس باباتاكيس تحت عنوان "الهاوية" (1963). تولى كلود شابرول دراما مصير أخوات بابين من خلال تكييفها مع فيلمه مراسم في عام 1995 ، مع إيزابيل هوبرت وساندرين بونير ، بعد عام من إخراج "أخت أختي حول نفس الموضوع في المملكة المتحدة ، مع جولي ريتشاردسون وجودي ماي. تناول جان بيير دينيس هذا الخبر في فيلمه اغتيال جرح في 2000 ، وأبرز ذلك ما زالت علاقة أخوات بابين تثير الأسئلة والمخاوف وحتى المشاعر.